# Miuzela
Miuzela is een plaats (freguesia) in de Portugese gemeente Almeida en telt 432 inwoners (2001).

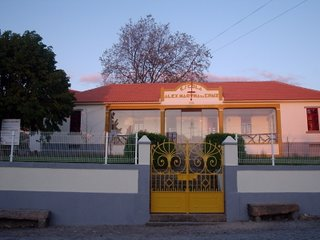
School in Miuzela
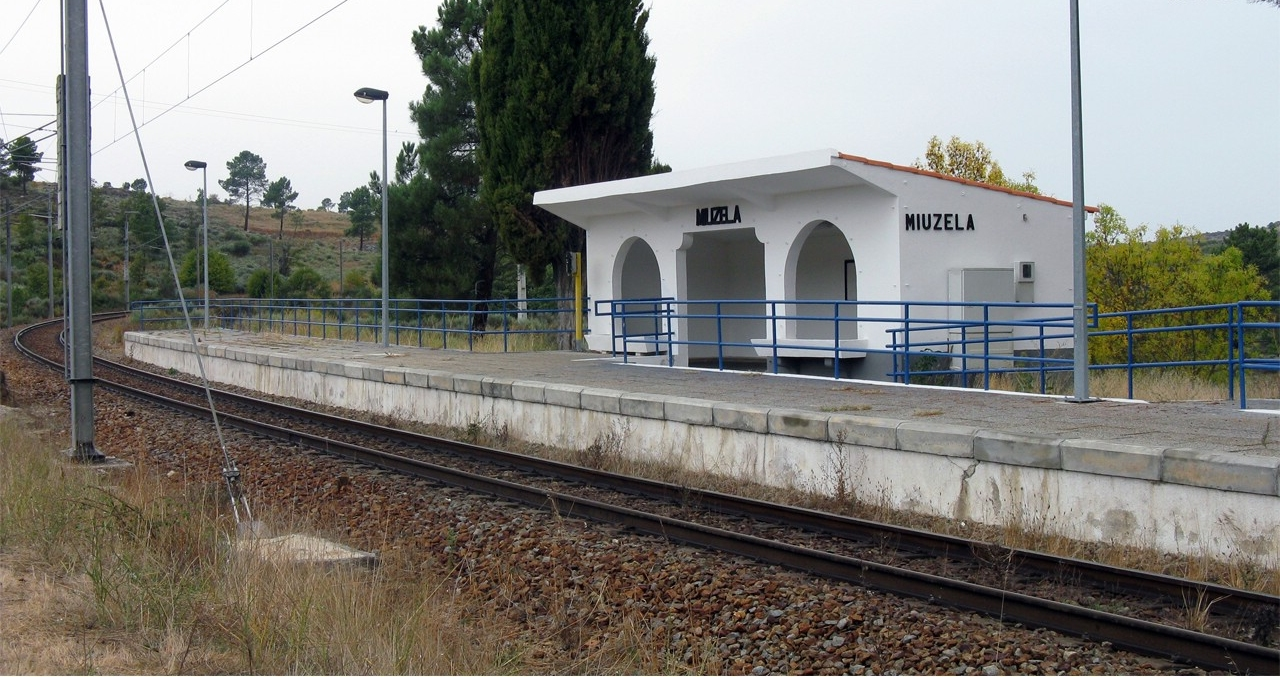
Station van Miuzela